# Asaphomorpha gaudroni
Asaphomorpha gaudroni är en skalbaggsart som beskrevs av Dewailly 1950. Asaphomorpha gaudroni ingår i släktet Asaphomorpha och familjen Melolonthidae. Inga underarter finns listade.